# 永瑆
愛新覚羅 永瑆（あいしんかくら えいせい、満洲語: ᠶᠣᠩ
ᠰᡳᠩ 転写：yung sing、乾隆17年2月7日(1752年3月22日) - 道光3年3月30日(1823年5月10日)）は、清の乾隆帝の第十一皇子。母は淑嘉皇貴妃金佳氏。書家としても活躍した。

## 生涯

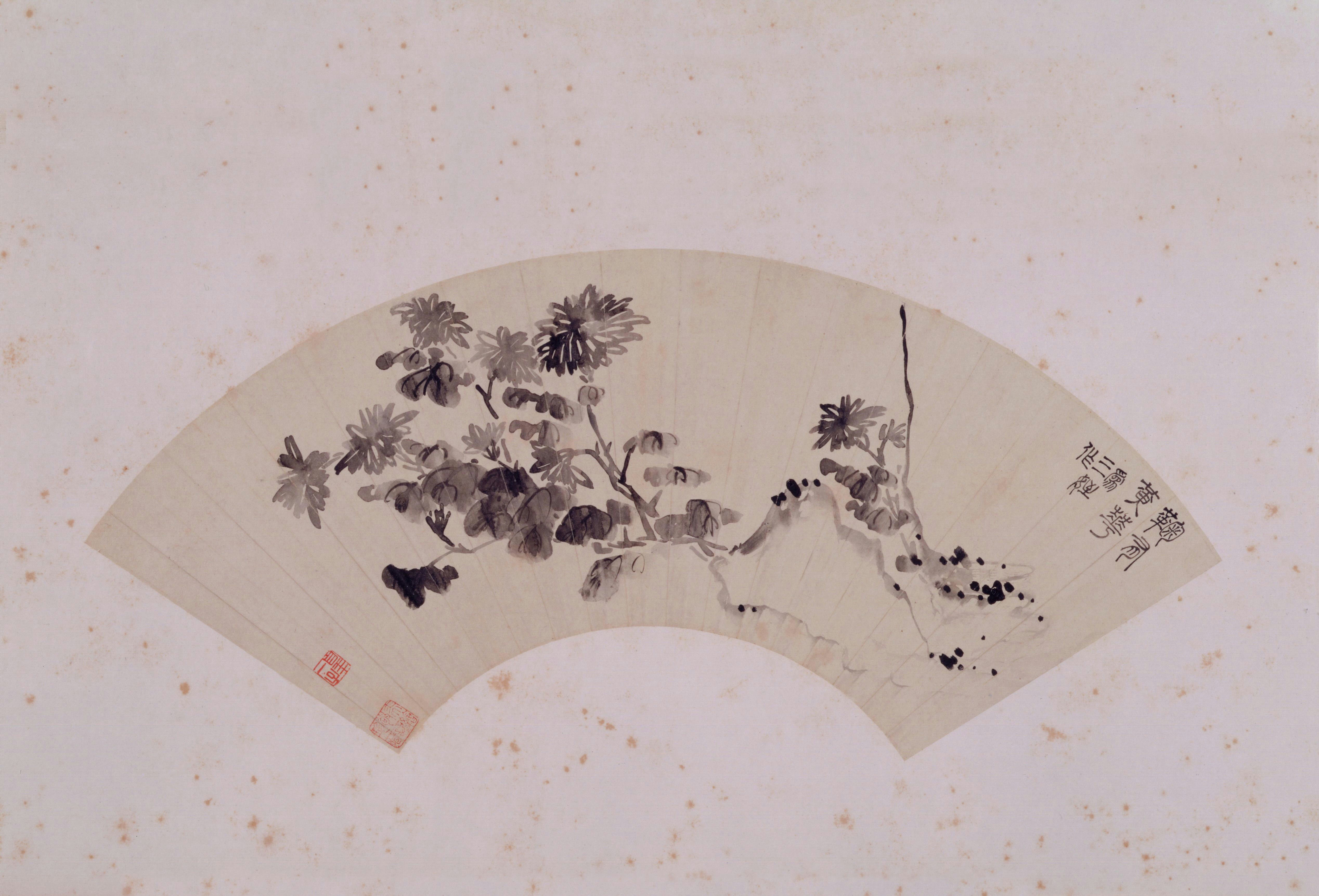
永瑆が描いた《菊石図》の扇面（北京故宮博物院所蔵）

永璇は	乾隆17年2月7日(1752年3月22日)に乾隆帝の第十一皇子として生まれた。生母は嘉貴妃金氏であった。貝勒に封ぜられた。

## 人物評と性格
永瑆の人物像については、賛否両論がある。
彼は極端に倹約家で、妻の富察氏(後述)に対しても非常に厳しく接したと言われていて、富察氏は持参金を没収され、粗衣を纏い、清茶と粥で生活していた。
ある日、馬が死んだ際には、その馬を調理して食事とするよう命じたと伝えられている。
乾隆帝は彼のケチな性格を幾度も叱責したが、永瑆は性格を改めなかった。
同時代の記録によれば、
「天性陰険で、権謀術数を好んだ」
「家臣を厳しく扱い、わずかな罪で護衛を罷免した」
「権力者に媚びへつらい、失脚すれば罵倒する」
といった批判がある。

## 書道・芸術における業績
人格には問題があったとされるが、永瑆の書道・芸術の才能は高く評価されている。
彼は清朝で最も優れた書家の一人であり、翁方綱・劉墉・鉄保とともに「乾隆四大家」と称された。
康熙帝時代の内監の言葉を研究し、
「董其昌が若い頃、三本指で筆を握り、腕を浮かせて書いた」という話を広めた。
彼は「撥鐙法（馬の鐙を撥ねるように筆を扱う技法）」を考案し、書の理論を深めた。
異母弟の嘉慶帝は彼に「裕陵聖徳神功碑」を書かせたほか、自作の書帖を選ばせて「詒晋斎帖」を作成させた。

## 政治・軍事での活動
乾隆54年（1789年）、「成親王」に封ぜられる。
乾隆60年（1795年）、分府して独立の邸宅を持つ。
最初の邸宅は後海北岸の龍華寺の西にあり、元々は大学士明珠の屋敷だった。
嘉慶4年（1799年）、軍機大臣としてヘシェンの没収された邸宅を賜る。
嘉慶18年（1813年）、天理教徒の反乱（癸酉の変）の際、紫禁城内で鎮圧活動を指揮。皇帝から功績を認められ、過去の罪を免除される。

## 晩年と最期
嘉慶22年（1817年）、66歳になり、老眼が進み、小さな字が書けなくなる。詩文を代筆させたが、「永瑆（瑆）」の字を「惺」と誤記。嘉慶帝に発覚し叱責を受けるが、寛大に処理された。
嘉慶24年（1819年）、高齢を理由にすべての官職を免除される。
嘉慶25年（1820年）、嘉慶帝が崩御するも、道光帝の命で参列を免除される。
道光3年3月30日（1823年5月10日）、72歳で薨去し、「成哲親王」の諡号を贈られる。
生前に《聴雨屋集》、《詒晋斎集》、《倉龍集》などの著作を残した。

## 私生活

### 生活費
例銀の統計によると、永瑆の福晋（夫人）などの女性たちは乾隆60年（1795年）末時点で、毎月817両の銀を使用していた。一方、永琰（後の嘉慶帝）の福晋である喜塔喇氏は皇太子妃になった後、個人的な毎月の使用額はわずか290両であった。喜塔喇氏が皇后に冊立された後、嘉慶帝の妃嬪たちと合わせた月間支出は900両であり、宮中に住んでいた永瑆の福晋らの月間支出とほぼ同程度であった。

### 妻妾
- 嫡福晋：沙済富察氏 - 大学士兼忠勇公傅恒の娘であり、乾隆帝の皇后・孝賢純皇后の姪。乾隆31年（1766年）、永瑆と重華宮で婚儀を挙げた。『清宮医案集成』の記録によると、彼女の健康状態は良好ではなく、精神的な不安定が見られた。中国第一歴史档案館には、嘉慶17年（1812年）10月16日の記録として「成親王福晋の死去に伴い、恩償として葬儀費用として銀3000両を下賜し、規則に従って処理せよ」との文書が残されている。さらに同月の礼部の記録では、成親王福晋富察氏の死後、女性親族は葬儀に集まる必要はないとされていた。
- 側福晋：他塔喇氏 - 乾隆4年（1739年）の科挙翻訳科進士兼福建巡撫・増福の娘。永瑆の晩年の側室であり、第七子と第六女を生んだ。
- 側福晋：劉佳氏 - 当初は「十一阿哥の宮女・端雲」と呼ばれていたが、成親王の第二女・第四女・第三子を産んだことで側福晋に封じられた。
- 側福晋：李佳氏 - 富慶の娘であり、成親王の第四子と第五子を産んだ。
- 使女：伊氏 - 成親王の第五女と第六子を産んだ。彼女の娘（県君）は嘉慶2年（1797年）9月に三等塔布囊・三達巴拉の子である科爾沁部の四品塔布囊・布里納喜と婚姻した。しかし、嘉慶12年（1807年）6月14日、娘婿の布里納喜が罪に問われ、伊犁に流罪となった。そのため、伊氏の孫たち（固山格格など）は成親王家で養育された。嘉慶14年（1809年）4月28日、娘婿の布里納喜らは北京に送還され、成親王の厳しい監督下に置かれた。

### 子女

#### 男子
- 第一子：追封・多羅成郡王綿懃（乾隆33年（1768年）9月6日生まれ、嘉慶25年（1820年）6月11日没） - 嫡福晋富察氏の子。子に奕綬、奕綸、奕維、奕繁、奕縄、奕繻、奕綽、奕編、奕綍がいる。
- 第二子：追封・多羅貝勒綿懿（乾隆36年（1771年）9月20日生まれ） - 嫡福晋富察氏の子。乾隆41年（1776年）1月、三伯・多羅循郡王永璋の養子となる。子に奕緒、奕経、奕紀がいる。
- 第三子：追封・不入八分輔国公綿聡（乾隆40年（1775年）1月15日生まれ、道光8年（1828年）2月18日没） - 母は側福晋劉佳氏。子に奕繍がいる。
- 第四子：多羅貝勒綿偲（乾隆41年（1776年）2月29日生まれ） - 母は側福晋李佳氏。生後まもなく十二叔・永璂の養子となる。子に奕縉、奕絟、奕繕がいる。
- 第五子：綿恪（乾隆42年（1777年）6月6日生まれ、同年11月5日没） - 母は側福晋李佳氏。
- 第六子：未命名（乾隆50年（1785年）6月2日生まれ、乾隆51年（1786年）閏7月6日没） - 母は伊氏。享年2歳。
- 第七子：鎮国将軍綿𢣐（嘉慶元年（1796年）9月22日生まれ、道光21年（1841年）1月16日没） - 母は側福晋他塔喇氏。子に奕𩆩がいる。

#### 女子
- 第一女：（乾隆34年（1769年）12月17日生まれ、乾隆36年（1771年）6月4日没） - 嫡福晋・富察氏の子。
- 第二女：県主（乾隆35年（1770年）2月13日生まれ） - 側福晋劉佳氏の子。乾隆47年（1782年）、ボルジギト氏・鄂漢固山貝子吹済扎爾の子・固山貝子徳威多爾済と婚姻。乾隆51年（1786年）12月に結婚し、嘉慶5年（1800年）1月8日に没。
- 第三女（乾隆40年（1775年）7月18日生まれ、乾隆48年（1783年）7月25日没） - 嫡福晋富察氏の子。
- 第四女：県主（乾隆40年（1775年）11月25日生まれ） - 側福晋・劉佳氏の子。乾隆51年（1786年）4月、ナラ氏・伯哲臣忝と婚姻し、乾隆60年（1795年）4月10日に結婚。没年不明。
- 第五女：県君（乾隆48年（1783年）1月11日生まれ） - 使女・尹氏の子。嘉慶2年（1797年）9月、科爾沁部の四品塔布囊・布里納喜と婚姻。
- 第六女（乾隆58年（1793年）10月10日生まれ、乾隆59年（1794年）4月18日没） - 側福晋他塔喇氏の子。